# Alberg La Conreria
L'Alberg La Conreria és un edifici al municipi de Tiana (el Maresme) protegit com a bé cultural d'interès local. És un edifici d'origen religiós de planta soterrani de grans dimensions construïda al voltant d'un claustre. Al segle xx es va annexionar un nou edifici i es va elaborar un nou pati interior. La seva façana principal és simètrica amb la porta d'entrada a l'eix central. Trobem una seqüència de finestres i sense elements decoratius. La teulada és feta amb teula àrab a dues aigües. En l'estructura de l'edifici trobem arcs, voltes i embigats de fusta.
L'indret fou ocupat al segle xiii per un priorat de monges agustines que, el 1362 van traslladar-se a Barcelona, a l'actual Carrer de Montalegre. A començament del segle xv s'hi instal·len els cartoixans. Posteriorment és destinat a residència dels germans i a granja de conreu del monestir, d'on prové el nom de Conreria. Entre els anys 1940 i 1998 l'edifici albergà el Seminari Menor de Barcelona. Des del 1998 està cedit a la Fundació Pere Tarrés. L'edifici va ser reformat el 1568 i, de nou, el 1790. D'aquesta darrera reforma en són fruit el claustre i l'església.